# 발퀴레

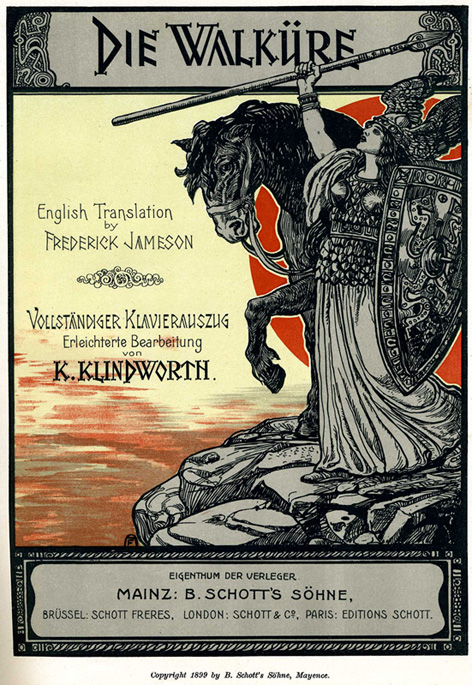

《발퀴레》(독일어: Die Walküre)는 리하르트 바그너의 《니벨룽의 반지》 가운데 제2악장극이다. 북유럽 신화를 바탕으로 하고 있다.